# فيدريكو تشيكيريني
فيدريكو تشيكيريني (بالإيطالية: Federico Ceccherini)‏ (11 مايو 1992 بليفورنو في إيطاليا - ) هو لاعب كرة قدم إيطالي في مركز الدفاع. شارك مع منتخب إيطاليا تحت 21 سنة لكرة القدم. أما مع النوادي، فقد لعب مع نادي بيستويسي ونادي كروتوني ونادي ليفورنو.

## روابط خارجية
- فيدريكو تشيكيريني على موقع قاعدة بيانات كرة القدم.إي يو (الإنجليزية)
- فيدريكو تشيكيريني على موقع Soccerway.com (الإنجليزية)
- فيدريكو تشيكيريني على موقع عالم كرة القدم.نت (الإنجليزية)
- فيدريكو تشيكيريني على موقع AS.com (الإسبانية)